# 寶萊塢奪命煞星Ⅱ
《寶萊塢奪命煞星Ⅱ》（英語：Don 2: The King Is Back，或簡稱）是一部2011年印度印地語動作驚悚片，由法罕·阿克塔爾執導，2006年電影《迷蹤再現》的續集，也是《迷蹤再現》重啟系列的第二部電影。本片由卓越娛樂和紅辣椒娛樂製作，信實娛樂發行。沙·魯克·罕飾演反英雄男主角唐，琵豔卡·喬普拉飾演女主角蘿瑪；博曼·伊蘭尼、庫納爾·卡浦爾、阿萊·罕、納瓦布·沙、賽希爾·史洛夫、歐姆·普利和拉臘·杜塔擔任配角。本片故事發生在上一部電影的五年後，國際毒梟唐計劃接管歐洲販毒產業，蘿瑪加入國際刑警組織追捕他，但唐卻在越獄後策畫從柏林一家銀行竊取貨幣模板。
第一部電影取得成功後，阿克塔爾打算在2010年推出續集，但未成功。續集計畫隨後於2010年初正式宣布，並計劃於當年展開拍攝。主要拍攝在柏林進行，在此進行大量取景。配樂由尚卡爾—費沃斯—羅伊譜寫，賈韋德·阿克塔爾作詞；傑森·威斯特（Jason West）擔任攝影指導，阿南德·蘇巴亞（Anand Subaya）負責剪輯。
《寶萊塢奪命煞星Ⅱ》2011年12月23日以標準和3D格式在印度上映，同步推出泰盧固語和泰米爾語配音版。本片在影評界的口碑整體以正面居多，故事、攝影、美術設計、音樂、動作場面及演員的表演皆獲好評。電影的全球票房超過20.2億盧比，商業表現成功，成為2011年票房第三高的印地語電影。在第57屆印度電影觀眾獎上，取得包含最佳影片、最佳導演（阿克塔爾）及最佳男主角（罕）在內的五項提名，贏得了其中的最佳動作和最佳音效設計。

## 劇情
唐逃脫的五年後，歐洲販毒集團頭目不滿唐透過壓低價格危及他們的生意，開會後決定殺死他。唐在泰國生活了五年，他前往一個偏遠的定居點取一批古柯鹼，但被同業逼入絕境，他們透露歐洲人提出了一筆交易，得以讓來自亞洲的古柯鹼在歐洲公開販售。唐殺死了所有人並摧毀了整個定居點，成功逃脫。他返回馬來西亞吉隆坡，向馬利克刑警和已加入國際刑警組織的蘿瑪自首。唐被判處死刑並入獄，在此與舊敵華德翰重逢。
華德翰想報復唐，但唐說服對方與自己合作越獄。唐與華德翰合作對其他囚犯下毒，藉機偽裝成醫護人員來逃獄。在瑞士蘇黎世，唐與值得信賴的同夥艾莎重逢，並要華德翰手中一枚光碟的鑰匙。他們從銀行的保險櫃中取回了光碟。光碟內的影像畫面顯示，印製歐元的德國中央合作銀行副總經理J·K·迪萬賄賂華德翰和唐的前同事辛哈尼亞，殺死了原本的總經理人選詹姆斯·沃頓，這樣迪萬的上級法比安·柯爾就能獲得這一職位。五年前，辛哈尼亞被華德翰毒死。唐勒索迪萬給他銀行的設計圖，這樣他就可以偷走印鈔模板。迪萬給了他假情報，並僱用了殺手阿布都·賈霸，以解決掉唐。
唐逃過暗殺，並賄賂賈霸為自己工作。迪萬無奈之下，給了唐最初的設計圖。蘿瑪和馬利克抵達柏林拜訪迪萬，但一無所獲；同時，唐及其團隊則實施了一次銀行搶劫。團隊在銀行大樓製造動亂並趁機入侵金庫，唐成功取得模板，但被賈霸及華德翰背叛。唐早預料到了這一點，並在團隊的駭客成員薩米爾幫助下逃脫。內疚的的薩米爾隨後報了警，導致唐被蘿瑪逮捕。唐勒索迪萬給自己德國豁免權，以換取刪除對方參與謀殺沃頓的證據。他與柏林警方及國際刑警組織談判，交出模板及包含歐洲黑社會詳細資料的光碟，以換取人質的安全並拆除銀行的炸彈。
唐與蘿瑪等警方進入大樓，與賈霸的黨羽發生交火；華德翰之後用銀行的人質威脅馬利克給予私人飛機，唐則自願交出自己。唐和蘿瑪獨自會見華德翰與賈霸，華德翰命令蘿瑪槍殺唐，但蘿瑪仍然對他有感情而辦不到，反讓自己被賈霸開槍打倒。唐制伏了華德翰並殺死了賈霸，銀行危機就此解除。唐獲得了他的豁免文件，並按照約定交出了模板和光碟，同時也將蘿瑪送上了救護車。事後，迪萬帶著模板離開後死於汽車炸彈，同時摧毀了模板；華德翰再度關回籠。
實際上，薩米爾實際上對唐很忠誠，通知警方是唐計畫的一部分，得以讓薩米爾將包含密謀殺死唐的歐洲販毒集團資料光碟交給警方，同時包括迪萬的影片，導致柯爾及歐洲販毒集團頭目們最終被捕。此外，在汽車爆炸中被毀壞的模板並非真品，真正的模板透過薩米爾再度回到了唐的手中。成功清除所有威脅後，唐成為了歐洲黑社會之王。

## 演員
- 沙·魯克·罕飾演「唐」馬克·唐納（英语：Don (character)）：國際毒梟，召集團隊計劃竊取柏林一家銀行的貨幣模板。
  - 赫利希克·羅桑飾演唐（偽裝面孔；特別演出）
- 琵豔卡·喬普拉飾演蘿瑪·巴格（英语：Roma (character)）：國際刑警組織警官，積極追捕唐。
- 博曼·伊蘭尼飾演華德翰·馬希賈（Vardhaan Makhija）：前黑手黨，與唐暫時合作。
- 庫納爾·卡浦爾（英语：Kunal Kapoor (actor, born 1977)）飾演薩米爾·阿里（Sameer Ali）：駭客，與唐合作。
- 阿萊·罕（英语：Alyy Khan）飾演J·K·迪萬（J. K. Diwan）：德國中央合作銀行副總經理。
- 納瓦布·沙（英语：Nawab Shah (actor)）飾演阿布都·賈霸（Abdul Jabbar）：受雇於迪萬的殺手。
- 賽希爾·史洛夫（英语：Sahil Shroff）飾演亞瓊·舍吉爾（Arjun Shergill）：蘿瑪的同事。
- 歐姆·普利飾演維沙·馬利克（Vishal Malik）：蘿瑪的長官。
- 拉臘·杜塔飾演艾莎·卡浦爾（Ayesha Kapoor）：唐的同夥。
- 沃夫岡·斯特格曼（Wolfgang Stegemann）飾演卡爾·柯斯特（Karl Cost）：賈霸的德國殺手同夥。
- 馬汀·喬勒斯（英语：Martin Goeres）飾演賈霸的黨羽
- 弗羅里安·盧卡斯（英语：Florian Lukas）飾演延斯·柏克警官（Officer Jens Berkel）：德國刑警。
- 莉克·施密特（Rike Schmid）飾演雅娜·阿里（Yana Ali）：薩米爾之妻。
- 克利斯汀·馬利亞·高柏（Christian Maria Goebel）飾演法比安·柯爾（Fabian Kohl）：德國中央合作銀行總經理。
- 拉傑什·卡塔爾（英语：Rajesh Khattar）飾演辛哈尼亞（Singhania，存檔鏡頭）：被華德翰毒死的販毒黑手黨領袖。

## 製作

### 發展
2006年電影《迷蹤再現》的續集計畫於2007年宣布，即前作上映的一年後。因沙·魯克·罕的肩部手術，導致電影的製作延遲。原班演員除了阿葰·蘭帕爾和伊莎·柯比卡外，其餘皆回歸飾演各自的角色；拉臘·杜塔與庫納爾·卡浦爾出演新角色。導演法罕·阿克塔爾表示，「自己得以具備得很大的自由來探索唐」，所以決定製作續集。罕為續集留起了長髮，並持有手臂上「D」刺青的版權。
罕為了唐一角進行了大量的練習，幾乎自行上陣完成所有的特技。《迷蹤再現》及《寶萊塢奪命煞星Ⅱ》皆象徵罕在《愛的恐懼》和《愛情騙局》（皆1993年）等早期電影之後回歸扮演反面角色。琵豔卡·喬普拉學習武術並接受了兩個多月的訓練。博曼·伊蘭尼為了本片中的華德翰（Vardhaan）一角減重了12公斤，並留起了鬍鬚，以看起來「冷酷、狡詐又虛偽」；他覺得扮演反派對自己而言「能大大拓展戲路」。在《迷蹤再現》的柯比卡不再回歸後，杜塔才被選角。2009年，曾在《寶萊塢之麻吉大明星》中與杜塔合作過的罕向阿克塔爾引薦了她。杜塔接受《印度斯坦時報》採訪時表示，扮演新角色令人興奮，不會有珠玉在前的負擔。

### 拍攝

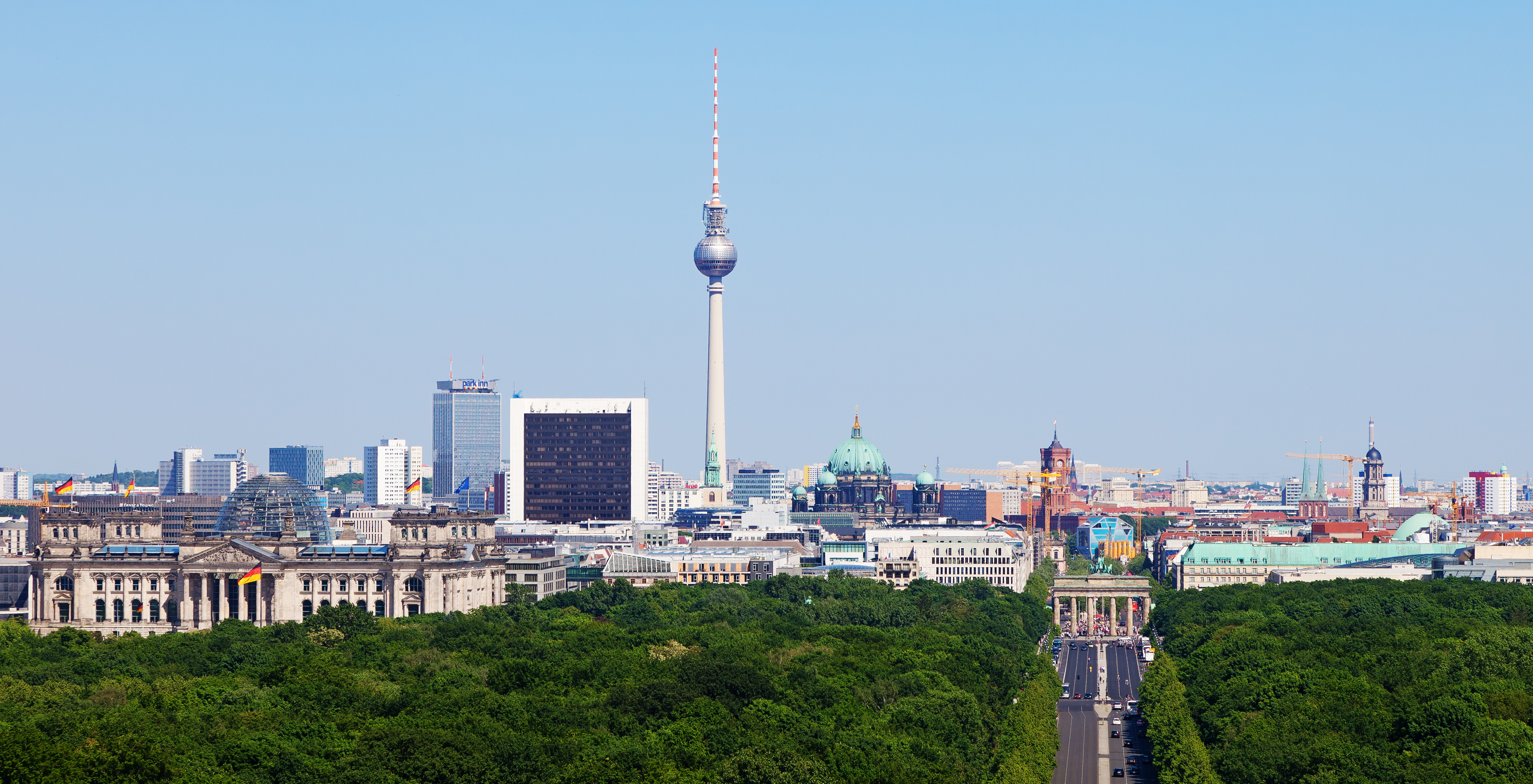
電影在柏林大量拍攝

《寶萊塢奪命煞星Ⅱ》2010年10月在柏林展開主要拍攝工作，成為首部在此拍攝的印地語電影。罕參加柏林国际电影节的《我的名字叫可汗》（2010年）放映時，意識到這座城市為電影提供了所需的現實背景後，決定選在此拍攝本片。在開拍前，德國政府在其網站上宣布了本片的消息，並承諾在拍攝過程中配合並提供幫助。一支由七十人組成的印度劇組前往該市進行兩週的拍攝準備。取景地包括勃兰登堡门、亚历山大广场、法国大教堂及东边画廊。電影因選在柏林拍攝，德國政府向製片方提供了300萬歐元的獎勵金。此趟拍攝耗資680萬歐元。
罕在片中嘗試了多種造型並親自上陣完成自己的特技。在柏林，他為一場戲表演了由上至下的300英尺跳躍。一場由67輛汽車組成的飛車追逐戲導致主要道路（包括勃蘭登堡門）封閉三週。每天，在被封鎖的拍攝道路周圍都會提供備用路線。拍攝日程還包含了赫利希克·羅桑的特別演出，但他的參與被製片方對外保密。2010年12月，柏林行程結束。2011年2月，演員們飛往馬來西亞，在馬六甲監獄拍攝了幾場戲，並以囚犯作為群眾演員。監獄區的一部分可供拍攝，並穿著特殊的T恤來區分工作人員和高度戒備區內的囚犯。罕接受了好萊塢特技和兼打戲導演沃夫岡·斯特格曼（Wolfgang Stegemann）的訓練，後者也在片中扮演飾演卡爾（Karl）一角。
2011年9月，由兩位主演參與的歌曲恢復拍攝。另一首歌曲是11月底劇組與罕共同在果阿邦所拍攝，距離電影上映僅一個月。此歌是以動作片段的形式呈現，但僅用於宣傳，並未出現在電影中。2011年8月，製片方表示他們將發行3D版《寶萊塢奪命煞星Ⅱ》。阿克塔爾在拍攝時產生了將電影轉換成3D想法；在洛杉磯進行測試後，決定將整部電影後製成3D格式。攝影指導傑森·威斯特（Jason West）採用了特殊鏡頭來拍片，這使得轉換工程更加容易。監製瑞塔許·西汪尼表示，在觀看《哈利波特：死神的聖物Ⅱ》（2011年）後萌生了將電影轉換成3D的想法。資深的3D技術人員查克·科米斯基（Chuck Comisky）受聘為本片工作，他曾負責《阿凡達》（2009年）和《夺命深渊》（2011年）的3D立體效果和視覺效果監督。阿南德·蘇巴亞（Anand Subaya）負責剪輯。《寶萊塢奪命煞星Ⅱ》的數碼中間片和視覺特效由皮克西恩工作室（Pixion Studios）提供，3D轉換由信實傳媒公司負責。

## 外部連結
- 互联网电影数据库（IMDb）上《寶萊塢奪命煞星Ⅱ》的资料（英文）
- 《寶萊塢奪命煞星Ⅱ》的Bollywood Hungama頁面
- 爛番茄上《寶萊塢奪命煞星Ⅱ》的資料（英文）